# Antes que sea tarde
Antes que sea tarde es un libro de memorias de la republicana exiliada Carmen Parga publicado en México D.F. en 1996.

## Contexto
Estas memorias forman parte de la llamada literatura de las exiliadas que se centra especialmente en memorias y experiencias personales.  En ellas diversas autoras plasmaron lo que vivieron y lo hicieron siendo conscientes de ser portadoras de la memoria de esos hechos. Entre las obras están: De Barcelona a la Bretaña francesa (1939), de Luisa Carnés; Éxodo. Diario de una refugiada española (1940), de Silvia Mistral; Memoria de la melancolía (1970), de María Teresa León; Un barco cargado de... de Cecilia G. de Guilarte (1972), Los diablos sueltos, de Mada Carreño (1975), Primer exilio (1978), de Ernestina de Champourcin y Memorias habladas, memorias armadas (1990) de Concha Méndez. O las de la militante socialista Aurora Arnaiz, Retrato hablado de Luisa Julián.
El marido de Parga, Manuel Tagüeña, escribió Testimonio de dos guerras, unas memorias políticas de quien había sido general del Ejército Republicano. Ella escribió sus memorias 18 años después. En el comienzo del libro explica el significado del título dado por la edad de la autora y su función testimonial, ya que escribe a sus ochenta años, obligada por la proximidad de su muerte, para que lo vivido no caiga en el olvido. Afirma además no haberse apoyado en documento alguno y que no tienen pretensiones de documento histórico como sí lo eran las de su marido. Así en sus memorias se observa un mayor grado de intimismo.

## Argumento
Relata su participación en diversas actividades políticas y sociales a lo largo de toda su vida. Durante su bachillerato en el que fue miembro de la Federación Universitaria Escolar (FUE), organización opuesta a la dictadura de Primo de Rivera. Más tarde, se unió al Bloque Estudiantil de Oposición Revolucionaria, liderado por las juventudes comunistas. En octubre de 1936, se casó con Manuel Tagüeña, un destacado militante comunista y general del ejército republicano. Durante la guerra civil, estuvo en el frente, colaborando con los comisarios y escribiendo para los periódicos, sin cargo político.
Relata después su exilio en Moscú donde nacieron sus dos hijas y murió su padre. Durante la Segunda Guerra Mundial, ella y su familia se trasladaron en tren a la región de Pensa, en el corazón de la Unión Soviética. Se ganó fama como tejedora y costurera, contribuyendo a la economía familiar. Las tensiones en el Partido Comunista llevaron a la familia a trasladarse a Yugoslavia, con la intención de llegar a México. Durante su viaje por ciudades del Este de Europa, como Belgrado, Budapest y Praga, sufrieron las "purgas" y procesos políticos de la era estalinista. La muerte de Stalin en 1953 permitió a la familia planear su traslado definitivo a México. Sin embargo, obtener permiso del Partido Comunista fue difícil, y estuvieron a punto de ser enviados de nuevo a la Unión Soviética. El 12 de octubre llegaron a Ciudad de México, donde se instalaron, aunque enfrentaron recelos de otros exiliados españoles que los consideraban aún fieles al Partido Comunista.